# Esporte Clube Castelo
O Esporte Clube Castelo é um clube de futebol brasileiro fundado em 5 de maio de 1988. O clube tem sede em Gurupi, Tocantins. O clube não tem uma equipe de futebol profissional, mas disputa campeonatos de base profissionais.
O Castelo foi criado em 1988 com a intenção de disputar campeonatos amadores em sua época, onde em 1989 foi vice-campeão amador do Campeonato Tocantinense. O vice campeonato não é válido pois campeonatos tocantinenses apenas tornaram-se reconhecidos pela FTF após 1992.
Castelo vem destacando-se por causa de seus feitos na base da equipe, ganhando títulos de campeonatos Sub-20 e inferiores. Em 2021 o clube conquistou uma vaga na Copa do Brasil Sub-20 de 2021 após ganhar o Campeonato Tocantinense Sub-20 de 2020, onde contra o Botafogo perdeu de 10 a 0.
Em 2021, o clube fez parceria com a Maxzen para formar o Esporte Clube Castelo-Maxzen para a disputa do Campeonato Tocantinense Amador de 2021, mas na edição de 2022 foi campeão por 1 a 0 contra o Tocantínia na ocasião. O Castelo-Maxzen recebeu a recompensa de 50 mil reais.